# Nucléase effectrice de type activateur de transcription
Décrits pour la première fois en 2009, une nucléase effectrice de type activateur de transcription en anglais : transcription activator-like effector nuclease (TALEN) est une enzyme de restriction artificielle générée par fusion d'un domaine de liaison à l'ADN, appelé TALE, avec un domaine ayant la capacité de cliver l'ADN.
Les enzymes de restriction sont des enzymes qui ont la capacité de couper l'ADN au niveau d'une séquence spécifique. Les Transcription activator-like effectors (TALEs, effecteurs de type activateur de transcription) peuvent être rapidement conçus pour se fixer à quasiment n'importe quelle séquence d'ADN voulue. En combinant un domaine TALE avec un domaine de clivage de l'ADN (qui va couper le brin d'ADN), on peut ainsi créer des enzymes de restriction spécifiques pour n'importe quelle séquence d'ADN. Quand ces enzymes sont introduites dans les cellules, elles peuvent alors être utilisées pour modifier le génome in situ.

## Domaine de liaison à l'ADN TALE
Les TAL effector (TALE) sont des protéines sécrétées par la bactérie Xanthomonas. Le domaine de liaison à l'ADN est constitué de répétitions de 33 ou 34 acides-aminés identiques à l'exception des acides aminés 12 et 13. Ces deux résidus sont très variables et montrent une forte corrélation avec la reconnaissance d'un nucléotide spécifique,. Cette relation simple entre la séquence en acides-aminés et la reconnaissance de l'ADN permet de créer des domaines de liaison à l'ADN spécifiques d'une séquence en sélectionnant un assemblage de segments répétés contenant les résidus variables appropriés.

## Domaine de clivage de l'ADN
Le domaine de clivage de l'ADN non spécifique de l'endonucléase Fok1 peut être utilisé pour construire des nucléases hybrides qui ont prouvé leur efficacité dans des essais chez la levure,. Ces protéines sont aussi actives dans les cellules végétales, et animales,,,. Les premières études sur les TALEN ont été réalisées avec le domaine original de Fok1, mais des approches plus récentes,,, utilisent des domaines portant des mutations spécialement pensées pour augmenter la spécificité, et l'efficacité du clivage de l'ADN. Les domaines Fok1 fonctionnent sous forme de dimère, ce qui nécessite deux constructions avec des domaines de liaison à l'ADN dirigés contre des sites du génome présentant des orientations tête-bêche et un espacement correct. Le nombre d'acides-aminés entre le domaine TALE et le domaine Fok1 ainsi que le nombre de bases entre les deux sites de liaison sur le génome sont deux paramètres importants pour assurer une bonne activité de l'enzyme chimérique,.

## Construction des TALEN
La relation simple entre la séquence en acides-aminés et la séquence d'ADN reconnue par le domaine de liaison à l'ADN permet de synthétiser des protéines personnalisées. Dans le cas des TALEN, la synthèse artificielle du gène codant l'enzyme est problématique car les séquences répétées du domaine de liaison à l'ADN risquent de s'hybrider entre elles lors des étapes de synthèse des oligonucléotides. Une des solutions pour remédier à ce problème est d'utiliser un logiciel ouvert au public (DNAWorks) afin de déterminer les oligonucléotides appropriés pour un assemblage avec deux étapes de PCR suivies d'une amplification de tout le gène. Plusieurs autres procédures pour l'assemblage des domaines TALE ont également été imaginées,,,,,.

## Transfection
Une fois que les gènes codant les TALEN ont été assemblés, ils sont insérés dans des plasmides. Les plasmides sont ensuite utilisés pour transfecter les cellules voulues où la protéine TALEN va alors être exprimée et passer dans le noyau pour accéder au génome. Les TALEN peuvent aussi être délivrées à la cellule sous forme d'ARNm ce qui élimine la possibilité d'une intégration génomique du gène codant la TALEN.

## Modification du génome
Les TALEN peuvent être utilisés pour réaliser des modifications du génome par leur capacité à induire des cassures double brin de l'ADN (DSB), auxquelles les cellules répondent par des mécanismes de réparation de l'ADN. La réparation par jonction d'extrémités non homologues (Non-Homologue End-Joining, NHEJ) permet de reconnecter deux extrémités d'ADN résultant d'une cassure double brin quand aucune séquence complémentaire n'est disponible pour servir de modèle à la réparation. Ce mécanisme de réparation induit des erreurs dans le génome par le biais d'insertions et/ou de délétions ; ainsi que des réarrangements chromosomiques. Toutes ces erreurs sont susceptibles de rendre le produit du gène codé à ce locus non fonctionnel. Parce que l'activité de l'enzyme peut varier en fonction de l'espèce, du type cellulaire, du gène ciblé et de la nucléase utilisée, ces paramètres doivent être pris en compte lors du design du TALEN et la génération de mutations doit être vérifiée. Une simple expérience de clivage d'hétéroduplex permet de détecter des différences entre deux allèles amplifiés par PCR. Les produits du clivage peuvent être visualisés sur un gel d'agarose. Alternativement, de l'ADN peut être introduit dans le génome en profitant de la NHEJ en prenant soin de fournir une source d'ADN exogène.
La recombinaison homologue peut aussi permettre d'introduire de l'ADN étranger au site de la cassure, l'ADN double-brin transfecté pouvant être utilisé par les enzymes de réparation comme modèle.
Les TALEN ont été utilisées pour générer des cellules souches embryonnaires humaines et des cellules iPS génétiquement modifiées mais aussi pour générer des knock-out dans différents organismes comme C. elegans, le rat, la souris ou encore le poisson-zèbre,. Il a aussi été montré que l'utilisation de deux paires de TALEN permettait de réaliser des modifications simultanées de deux gènes en même temps. Depuis très récemment cette technique peut également être utilisée pour générer des knock-in. Ainsi, des TALEN ont été injectés dans des ovocytes de rat ce qui a permis de générer des rats knock-in pour le récepteur aux glucocorticoïdes.

## Problèmes possibles
Si une TALEN n'est pas assez spécifique vis-à-vis de son site cible ou ne cible pas une séquence unique dans le génome d'intérêt, des clivages non voulus peuvent se produire. Ce genre d'artefact peut entraîner assez de cassures double-brin pour submerger la machinerie de réparation de l'ADN ayant pour conséquence des réarrangements chromosomiques voire la mort de la cellule. Ces coupures non spécifiques peuvent également avoir lieu avec d'autres nucléases artificielles comme les nucléases à doigts de zinc dont l'effet non spécifique est mieux caractérisé.